# Pfarrhaus (Aindling)

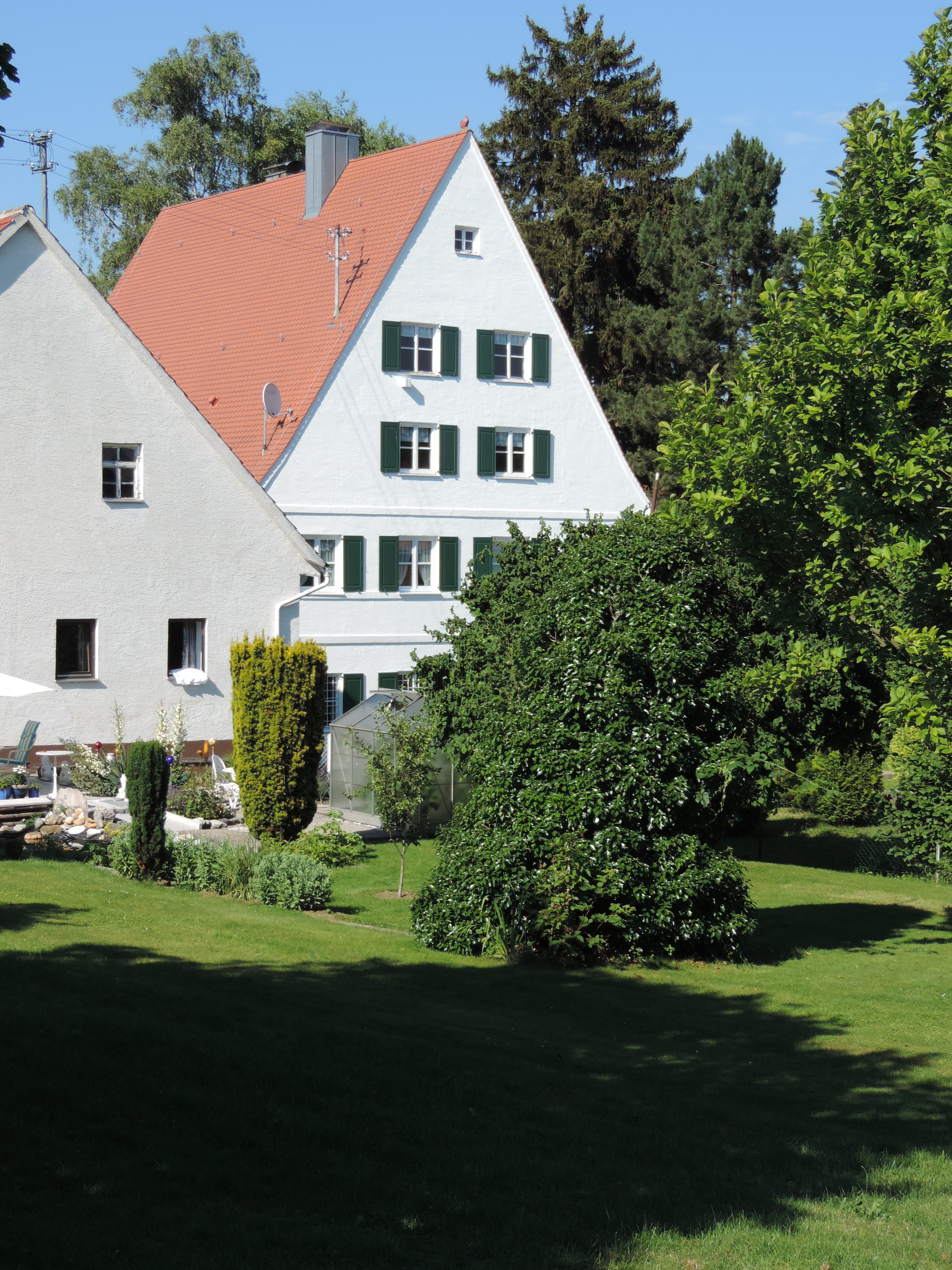
Pfarrhaus in Aindling (Ansicht von der Marktstraße)

Das katholische Pfarrhaus in Aindling, einer Marktgemeinde im Landkreis Aichach-Friedberg im bayerischen Regierungsbezirk Schwaben, wurde 1801 an der Stelle eines Vorgängerbaus errichtet. Das Pfarrhaus an der Pfarrgasse 6, westlich der Pfarrkirche St. Martin, ist ein geschütztes Baudenkmal.
Der zweigeschossige Satteldachbau mit Steilgiebel und Gesimsgliederungen besitzt vier zu fünf Fensterachsen.